# Rosa Agenjo Bosch
Rosa Agenjo Bosch   (Barcelona, 1955) d'arrels catalanes i alsacianes, neix al barri de Gràcia de Barcelona. És una artista multidisciplinària: pintora, ceramista, muralista, escultora. Es va doctorar en Belles Arts per la Universitat de Barcelona l'any 1987. Ha estat professora titular del Departament de Pintura a la Facultat de Belles Arts a la Universitat de Barcelona entre 1981 i 2020També ha exercit de professora convidada a la Universitat Skidmore College a Nova York el 1984 i el 2002.
Va néixer a Barcelona el 1955, estudià Belles Arts on es doctorà com investigadora a la Facultat de Belles Arts l'any 1987 amb la tesi "Pintora Ángeles Santos y su obra anterior a la Guerra Civil Española. Catalogación y estudio" que va recuperar l'obra d'aquesta pintora oblidada. Des del 1981, treballa a la Universitat de Barcelona impartint les assignatures de tècnica de dibuix i història.
Des dels seus inicis, a la Galeria Dau al Set, amb una pintura salvatge i rebel als anys 80, més tard evoluciona cap a l'abstracció lírica, el simbolisme, el retrat i el paisatge. Pinta el passat i present històric de Catalunya, prop de la naturalesa i el mar. La seva temàtica s'enfoca en el feminisme i ecologisme, així com la representació de les dones gitanes catalanes. El domini del color i del gest pictòric caracteritzen la seva obra.
Ha exposat a Nova York, Beverly Hills, Ginebra, Copenhaguen, França, Madrid, Saragossa, Mallorca, Girona, Barcelona, País Basc.

## Exposicions individuals
- Rosa Agenjo. Pinturas y Dibujos. Galeria K. Barcelona, 1979[8]
- Galeria l'Abast. Mataró, 1979[4]
- Galeria Trece. Barcelona, 1982[4]
- Galeria Eude. Barcelona, 1985[9]
- Sala Municipal "Pablo Gargallo". Saragossa, 1985[4]
- Galeria Eude. Barcelona, 1988[10]
- Galeria Helena Ramos. Cadaqués, 1990[4]
- Galeria Eude. Barcelona, 1993[4]
- Escuela de Artes Aplicadas. Saragossa, 1993[4]
- Galeria Eude. Barcelona, 1996[4]
- Galeria 3 punts. Barcelona, 1997[4]
- La gitana catalana. Àmbit Galeria d'Art. Barcelona, 1999[4]
- Elles. Art Centre. Barcelona, 2001[11]
- Laietània. Art Centre. Barcelona, 2003[12]
- Idearium. Art Centre. Barcelona, 2004[13]
- L'Estatut, retrat d'Artur Mas. Pintura a l'oli sobre llenç. 100 cm x 100 cm, 2009
- Mural Sant Feliu d'Alella. Parròquia Sant Feliu d’Alella, 2009-2011.[14]
- Catalunya, indrets i memòria. Sala Parés, 2014, del Tricentenari 1714 (Generalitat de Catalunya).[15]
- Los ángeles del Barça. Capella Camp Nou, 2018[16]
- Colores del alma. UNED de Calatayud, 2018
- Aires de mujer. Castillo de Utrera, 2018[17]
- Heri et hodie. Semper Nativitas. Nadala de la Facultat de Belles Arts de la Universitat de Barcelona, 2019[18]
- Primília. Museu de l'Estampació de Premià de Mar, 2020[19]

## Obres en col·leccions públiques i privades[3]
- Banco Exterior
- Col·lecció Testimoni de la Fundació La Caixa
- Col·legi d’Advocats, Barcelona
- Biblioteca Nacional, Madrid
- Fundació Llorens Artigas, Gallifa
- Hotel de les Arts, Barcelona
- Hotel Médicis, Barcelona
- Caixa de Sabadell, Sabadell
- Cerveza Damm, S.A.
- Col·lecció Ventós, Barcelona
- Col·lecció Samley, Beverly Hills